# Crisis política en México de 2006

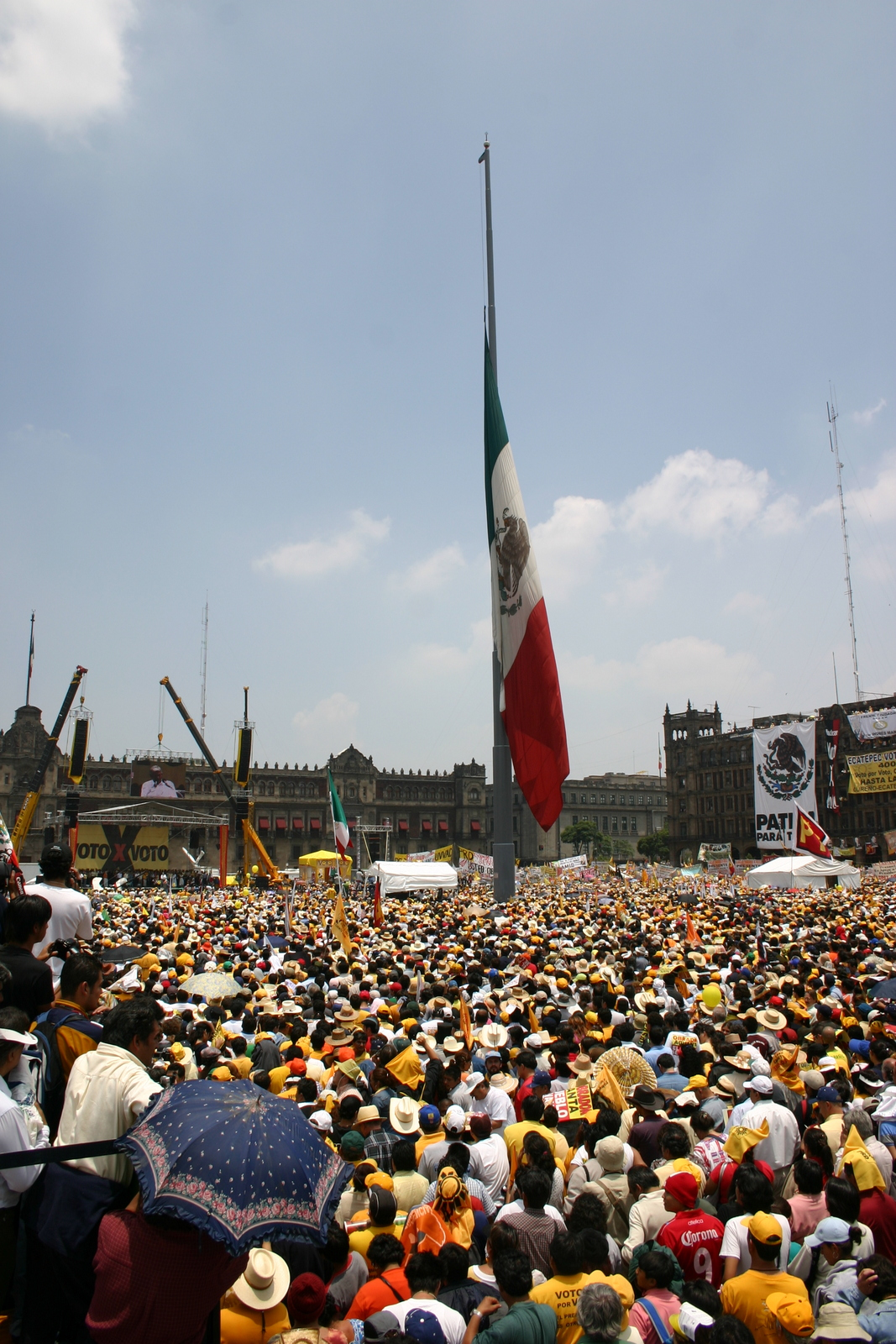
Movilización de protesta por la denuncia de fraude electoral, en julio de 2006.

La crisis política en México de 2006 hace referencia a los eventos que  se vivieron en los Estados Unidos Mexicanos en el marco de la elección presidencial de 2006 para elegir al presidente de la república. Primero, las campañas electorales, en las que se señaló al presidente en turno Vicente Fox de una intervención directa; al Partido Acción Nacional de promover en medios de comunicación una agresiva campaña que calificó al candidato opositor Andrés Manuel López Obrador, del Partido de la Revolución Democrática, como un peligro para el país; y en las que se encarceló a militantes de este último partido bajo los cargos de lavado de dinero luego de que fueran exhibidos a través de cintas de video recibiendo ilícitamente dinero del empresario Carlos Ahumada. El propio  López Obrador fue también sometido a un juicio de desafuero, mismo que finalmente no procedió.
Segundo; la subsecuente elección celebrada el 2 de julio de 2006 en la que el Instituto Federal Electoral, organismo responsable de determinar al ganador del proceso, concedió la victoria a Felipe Calderón Hinojosa, candidato del Partido Acción Nacional. López Obrador quien había liderado las encuestas y sondeos desde el año 2005, perdió por un margen menor a un punto porcentual lo que lo llevó a hacer una acusación directa de fraude electoral y manipulación de resultados.
Y tercero, las reacciones a la elección, mismas que incluyeron manifestaciones en la capital del país a favor de López Obrador y una demanda de recuento de votos. 
El 1 de diciembre de 2006, Felipe Calderón rindió protesta en el Palacio Legislativo de San Lázaro rompiendo todos los protocolos formales que la ceremonia había tenido hasta ese momento. Esto debido a las protestas hechas por legisladores de la oposición dentro del propio pleno, y al ambiente generalizado de que se había cometido un fraude electoral. Es la única ocasión en la historia de los gobiernos sexenales en México en que la toma de protesta del titular del poder ejecutivo no se llevó a cabo de manera pacífica. De acuerdo a conclusiones posteriores, la percepción de ilegitimidad con la que llegó a la presidencia se convirtió en una de las razones por las que Felipe Calderón inició una guerra contra el narcotráfico, misma que fue declarada apenas diez días después de iniciado su mandato.
La crisis política de 2006 es objeto de diferentes opiniones y críticas dentro de la opinión pública, los medios de comunicación y la cultura popular, y sigue siendo referencia durante los comicios celebrados en México.

## Antecedentes

### Sistema político
El 2 de julio de 2000, Vicente Fox Quesada, del Partido Acción Nacional (PAN) resultó elegido para el cargo de presidente de México en un período del 1 de diciembre de 2000 al 1 de diciembre de 2006. Su victoria significó la primera transición política para un partido de oposición luego de que el Partido Revolucionario Institucional (PRI) perdiera por primera vez una elección presidencial tras 71 años continuos ejerciendo el poder ejecutivo en México. Durante los mismos comicios, Andrés Manuel López Obrador fue elegido como jefe de Gobierno del Distrito Federal (hoy Ciudad de México), capital del país. Durante su campaña, López Obrador había utilizado un discurso persuasivo que alentaba a la población a terminar con una "mafia de poderosos" que llevaban décadas ocupando los puestos públicos en México. Meses atrás se había enfrentado en un debate televisivo al militante del PAN, Diego Fernández de Cevallos, a quien llamó farsante y le reclamó la supuesta complicidad entre su partido y el PRI. La relación entre López Obrador con el presidente Vicente Fox y los militantes del PAN fue deficiente desde el principio de ambas gestiones. De acuerdo a los sondeos, desde sus primeros años en la jefatura de gobierno, López Obrador incrementó su popularidad de tal forma que comenzó a ser identificado como uno de los posibles aspirantes a la presidencia de México. Dentro de su equipo de trabajo elige a Gustavo Ponce Meléndez como Secretario de finanzas y a René Bejarano como su secretario particular.
Por otro lado, en 2002 Roberto Madrazo Pintado fue elegido presidente del Partido Revolucionario Institucional y su nombre se asentó como posible candidato a la presidencia. Un año más tarde, el presidente Vicente Fox decide nombrar a Felipe Calderón Hinojosa como Secretario de Energía. Pese a ello, en un inicio Calderón no contó con el respaldo del presidente para impulsar una candidatura presidencial. Vicente Fox optaba por su secretario de Gobernación, Santiago Creel, e incluso por su esposa Marta Sahagún para apoyarlos en busca de la presidencia. El 31 de mayo de 2004, Calderón renuncia a la Secretaría después de que Vicente Fox lo amonestara por actos anticipados de campaña. De acuerdo a su declaración, Fox le había pedido que "que todos los miembros del gabinete se “ciñan” al desempeño exclusivo de sus actividades". Calderón había anunciado horas antes su intención de contender por la precandidatura del PAN a la presidencia.
Respecto a las instituciones encargadas de los procesos durante comicios en México, el Instituto Federal Electoral "IFE" (hoy Instituto Nacional Electoral) es el único organismo facultado legalmente para reglamentar la propaganda política del país, así como para contabilizar los votos en cada jornada electoral. En octubre de 2003, Luis Carlos Ugalde fue nombrado por la Cámara de Diputados como presidente del Consejo General del IFE.

### Videoescándalos

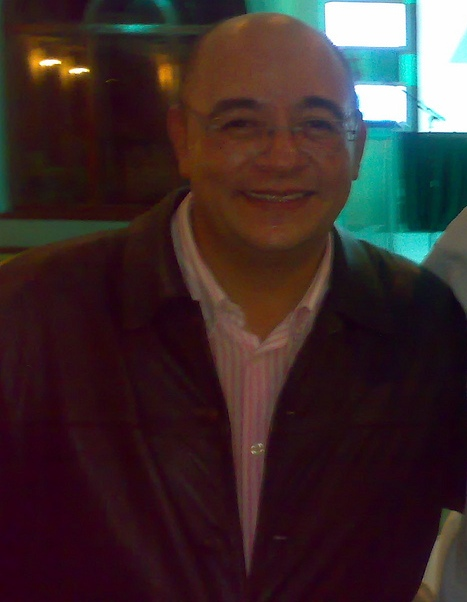
Víctor Trujillo, conductor de la emisión "El Mañanero" en donde se exhibió el video de René Bejarano

El fenómeno videoescándalos se refiere a aquellas grabaciones difundidas en marzo de 2004 en la que se muestra a políticos prominentes del Partido de la Revolución Democrática (PRD), y en concreto a operarios políticos en la gestión como jefe de Gobierno de Andrés Manuel López Obrador, en actos de corrupción y lavado de dinero. Fueron hechos públicos a través de la empresa Televisa, el corporativo de medios de comunicación más grande en México. El autor fue el empresario Carlos Ahumada, quien colocó cámaras escondidas en su oficina para documentar los acontecimientos sin el consentimiento de los implicados. La opinión pública destacó dos videos: en el que se exhibió al secretario de finanzas del Distrito Federal, Gustavo Ponce Melendez; y en el que se muestra al entonces secretario particular de López Obrador, René Bejarano. La mayor parte de estos vídeos fueron editados por el mismo Carlos Ahumada.
Enlistados por orden cronológico de su salida al aire en televisión, el primer vídeo fue el de Gustavo Ponce, filmado jugando en el casino Bellagio en Las Vegas, Nevada. Meses más tarde se difundiría que Ponce había realizado 37 viajes similares en el año anterior, dando a conocer sus cuentas de hotel que revelaron enormes gastos de habitación, apuestas y de mini-bar. A principios de marzo, el noticiero nocturno de Televisa conducido por Joaquín López-Dóriga denunció la noticia diciendo: "un alto funcionario del gobierno del Distrito Federal fue captado en una mesa de juego durante tres madrugadas seguidas en el casino del hotel Bellagio de Las Vegas; Se trata del secretario de finanzas del gobierno capitalino Gustavo Ponce". En respuesta, Bernardo Bátiz, procurador de Justicia del Distrito Federal mencionó que se había enterado de la situación la misma noche durante el noticiero, y que en ese mismo momento abríría una investigación. Al día siguiente durante una rueda de prensa, Bátiz declaró que Ponce usó 3 millones de dólares de fondos de la ciudad. Aunque en un inicio, Andrés Manuel López Obrador no denunció a Ponce, días más tarde condenó su actuar.
La Procuraduría de Justicia del Distrito Federal encontró elementos para acusarlo de fraude genérico, enriquecimiento ilícito y peculado, por lo que el juzgado 11 penal del Reclusorio Norte libró orden de aprehensión en su contra. Días después López Obrador dijo a la prensa que el vídeo donde aparecía Ponce  había sido filmado de forma encubierta por agentes federales del CISEN (el centro de inteligencia y espionaje del gobierno federal) por órdenes del procurador general y el entonces senador Diego Fernández de Cevallos. Fue detenido y en octubre de 2004 en Tepoztlán, Morelos, y encarcelado ese mismo año.
El segundo videoescándalo se dio a conocer el 3 de marzo de 2004 en el noticiero matutino de Televisa El mañanero conducido en vivo por el periodista Víctor Trujillo quien en el programa encarnaba al personaje de su creación llamado el Payaso Brozo. Esa mañana, Trujillo entrevistó al entonces diputado federal del Partido Acción Nacional; Federico Döring. De acuerdo a la declaración de Döring, como regalo de su "santo" había recibido un video en el que se veía a René Bejarano recibir dinero ilícitamente. La grabación fue expuesta a los televidentes en ese momento. Por su parte, esa misma mañana René Bejarano había sido invitado al programa En Contraste cuyo foro de grabación se encontraba a unos metros de El mañanero. Trujillo se dirigió a su equipo de producción y pidió que llamaran a Bejarano para que al terminar su entrevista en En Contraste se incorporara a El mañanero. Acto seguido mandó a un corte comercial con la canción "El Mudo" de la Sonora Santanera. Durante el corte, los miembros de producción de Trujillo buscaron a Bejarano en los pasillos de Televisa y le dijeron que Brozo quería saludarlo. Bejarano llegó al foro de El mañanero sin saber que ya se encontraban al aire. Saludó a Federico Döring, quien ya iba de salida del estudio y se sentó con Víctor Trujillo. Textualmente Trujillo dijo a Bejarano: "Federico Döring que acabas de ver aquí nos trajo una bomba, y quiero que te prepares porque es un misil". Acto seguido, se exhibió de nuevo el video ahora en presencia de Bejarano, quien reconoció su delito en ese momento. Confesó que recibió 45.000 dólares en efectivo de manos del empresario argentino Carlos Ahumada como una contribución para financiar algunas campañas políticas del PRD en el Distrito Federal. Trujillo aprovechó para reclamarle en televisión nacional interrumpiéndolo con la frase: "Ya estamos hasta la madre de estas situaciones, no me pendejeés por favor". El 9 de noviembre de 2004, el juez 32 de lo penal, con sede en el Reclusorio Preventivo Sur, giró la orden correspondiente de aprehensión. René Bejarano fue notificado y trasladado al Reclusorio Sur el 10 de noviembre de 2004. Después de un año en prisión, fue exonerado.
Andrés Manuel López Obrador, achacó los videoescándalos a una conspiración de Carlos Ahumada y sus opositores políticos destacando al expresidente de México Carlos Salinas de Gortari y a Diego Fernández de Cevallos. De acuerdo a su declaración, la idea era vincular su nombre con el de Ponce y Bejarano con propósito de perjudicarlo políticamente e impedir que participara en las elecciones federales de 2006. A su vez negó que en algún momento hubiera mantenido una reunión con Carlos Ahumada. A finales de 2004, fue difundido un video en el que se veía a Ahumada confesando que había "negociado" los videoescándalos con Carlos Salinas de Gortari por un precio de 400 millones de pesos y un exilio en Cuba. Aunque el rostro de Ahumada fue difuminado en la exhibición de los videos por televisión, Bejarano terminó acusándolo, lo que conllevó a su arresto en Cuba y finalmente a su extradición a México para su encarcelamiento.
En septiembre de 2005, la periodista de Televisa, Denise Maerker entrevistó a Salinas de Gortari para el programa Punto de partida. Cuando le preguntó si había visto las grabaciones de los "videoescándalos" antes de ser exhibidas en televisión, Salinas se negó a responder, bajo el argumento de que esos señalamientos constituían un "complot política-ficción". A finales de 2004, el Canal 6 de Julio estrenó el documental Telecomplot bajo la dirección de  Carlos Mendoza, en el que se exhibe la participación de Televisa en los acontecimientos definiendo la entrevista de Víctor Trujillo a René Bejarano como una trampa previamente armada.
Al escándalo de Bejarano le siguieron más videos en donde aparecían otros connotados miembros del PRD en la Ciudad de México, como Ramón Sosamontes y Carlos Imaz Gispert. Ambos, señalaron a Rosario Robles, exjefa de Gobierno del Distrito Federal y expresidenta nacional del PRD, como la persona que les había presentado a Carlos Ahumada y les había sugerido aceptar su ayuda, esto consecuencia de una relación sentimental que la propia Robles había tenido con él. Robles negó cualquier participación en los actos de corrupción de Carlos Ahumada y los funcionarios del gobierno del DF, pero ante el embate de las críticas se vio obligada a renunciar como miembro activo del PRD en 2004. Meses más tarde fue expulsada del partido.

### El desafuero contra Andrés Manuel López Obrador

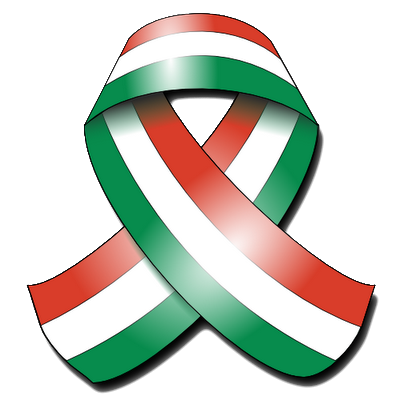
Listón tricolor, distintivo de los seguidores de Andrés Manuel López Obrador durante el desafuero.

El cargo de jefe de Gobierno, como muchos otros cargos de elección popular en México, provee a quien lo ejerce de inmunidad contra procesos judiciales. Esta inmunidad jurídica se conoce popularmente como "fuero constitucional" y puede ser removida si así lo solicita una autoridad judicial y dicha solicitud es aprobada por voto mayoritario en la Cámara de Diputados.
El 9 de noviembre de 2000, Rosario Robles, en ese entonces jefe de Gobierno del Distrito Federal expropió una parte de un terreno llamado "El Encino", ubicado en la colonia Santa Fe, Cuajimalpa, para construir una vía de acceso hacia un hospital privado. El 11 de marzo de 2001, siendo ya López Obrador jefe de Gobierno el supuesto propietario del terreno demandó al gobierno del Distrito Federal argumentando una expropiación incorrecta y promovió un amparo para evitarla. Le concedieron una orden judicial federal que prohibía al gobierno la construcción adicional hasta que el asunto fuera aclarado definitivamente. De acuerdo a la denuncia, López Obrador desobedeció con conocimiento esta orden varias veces.. A principios de 2004, la Procuraduría General de la República tomó el caso y acusó a López Obrador de desacato a una orden judicial. El 18 de mayo solicitó a la Cámara de Diputados iniciar un juicio de procedencia para determinar si el gobernante capitalino debía perder su fuero.
El Secretario de Gobierno del Distrito Federal; José Agustín Ortiz Pinchetti dijo ante el caso, que el mismo había girado la orden para suspender los trabajos de construcción y acusó al gobierno federal de pretender hacer un "uso sucio y faccioso de la ley" con fines políticos, sin embargo después de las quejas de los inconformes, un juez de distrito consideró que la orden judicial se desacató, por lo menos temporalmente. En enero de 2005, durante una entrevista a Ciro Gómez Leyva, entonces conductor de CNI, el jefe de Gobierno respondió a la pregunta de que pasaría si se consumaba el desafuero, alegando: "yo voy a dejar de ser el jefe de gobierno si se consuma éste atropello, esta arbitrariedad, estando prácticamente en la cárcel, si así lo quiere el juez".
El proceso de desafuero contra López Obrador repercutió en la opinión pública a nivel nacional, existiendo sectores de la población que consideraron que el presidente Vicente Fox «trataba de impedir con dicha maniobra que López Obrador fuera candidato presidencial en las elecciones del 2006». En agosto de 2004, una encuesta realizada por Parametría a nivel nacional determinó que el 40% de la población del país se oponía al desafuero, mientras que 29% lo respaldaba y que 40% de la ciudadanía lo consideraba injusto, mientras que 30% aceptaba el procedimiento como justo. Una encuesta realizada por Reforma en julio del mismo año en el Distrito Federal mostró que el 65% de la población de la capital estaba en contra del desafuero y que 63% consideraba el procedimiento injusto. En abril de 2005, López Obrador pronunció un discurso ante el pleno del Congreso, en el que exclamó:

"El Desafuero nos regresa a la época autoritaria cuando desde Los Pinos se decidía quién podía o no, ser el Presidente de México. Me siento orgulloso de ser acusado por aquellos que traicionaron a México, por quienes ofrecieron un cambio y mintieron. Por quienes se aliaron a los personajes más siniestros de la vida pública de México, como Carlos Salinas de Gortari... Con sinceridad les digo diputados y diputadas, no espero de ustedes una votación mayoritaria en contra del desafuero, ustedes ya recibieron las órdenes de sus partidos y van a actuar por consigna, aunque se hagan llamar representantes populares; ustedes me juzgarán, pero no olviden que todavía falta que a ustedes y a mí nos juzgue la historia de México. Viva la dignidad. Viva México."

Se fijó una fianza de 2000 pesos, misma que fue pagada por los diputados del PAN, Gabriela Cuevas y Jorge Lara, sin el consentimiento de López Obrador. Ambos políticos declararon que pagaron la fianza para López Obrador dejara de "hacerse la víctima".
Este hecho fue denunciado por el PRD en la ALDF como una maniobra política para inutilizar la capacidad de defensa del inculpado. Al pagar la fianza por un delito donde no había un detenido consignado o remitido al MPF, se impedía al acusado ser partícipe y testigo de la consignación del expediente y se le dejaba sin posibilidad de enfrentar personalmente el proceso penal, lo que lo descartaba como aspirante a la presidencia de la República. La fianza fue posteriormente cancelada por el juez que llevaba el caso.
Finalmente el Gobierno Federal, a cargo del presidente Vicente Fox terminó por anunciar que, aunque había las pruebas necesarias, daba marcha atrás por parte de su gobierno en el proceder contra López Obrador. El vocero de presidencia agregó: "El gobierno de la República asume la responsabilidad de que (el Presidente Fox) tomó la decisión de cara a los intereses de la nación".
Al término del proceso, López Obrador encabeza las encuestas rumbo a la elección presidencial del 2006.

## Campañas
El proceso formal de campañas electorales hacia la elección presidencial arrancó oficialmente en marzo de 2006 
siendo los candidatos a la presidencia de México (enlistados por orden de registro de los partidos): Felipe Calderón por el Partido Acción Nacional; Roberto Madrazo Pintado por la Alianza por México (conformada por el PRI y el Partido Verde); Andrés Manuel López Obrador por la Coalición Por el Bien de Todos (constituida por el PRD, Convergencia y el PT); Patricia Mercado por el Partido Alternativa Socialdemócrata y Campesina; Roberto Campa Cifrián por el Partido Nueva Alianza; y Víctor González Torres como candidato independiente, aunque finalmente los votos de este último no fueron validados.

### Campaña de miedo

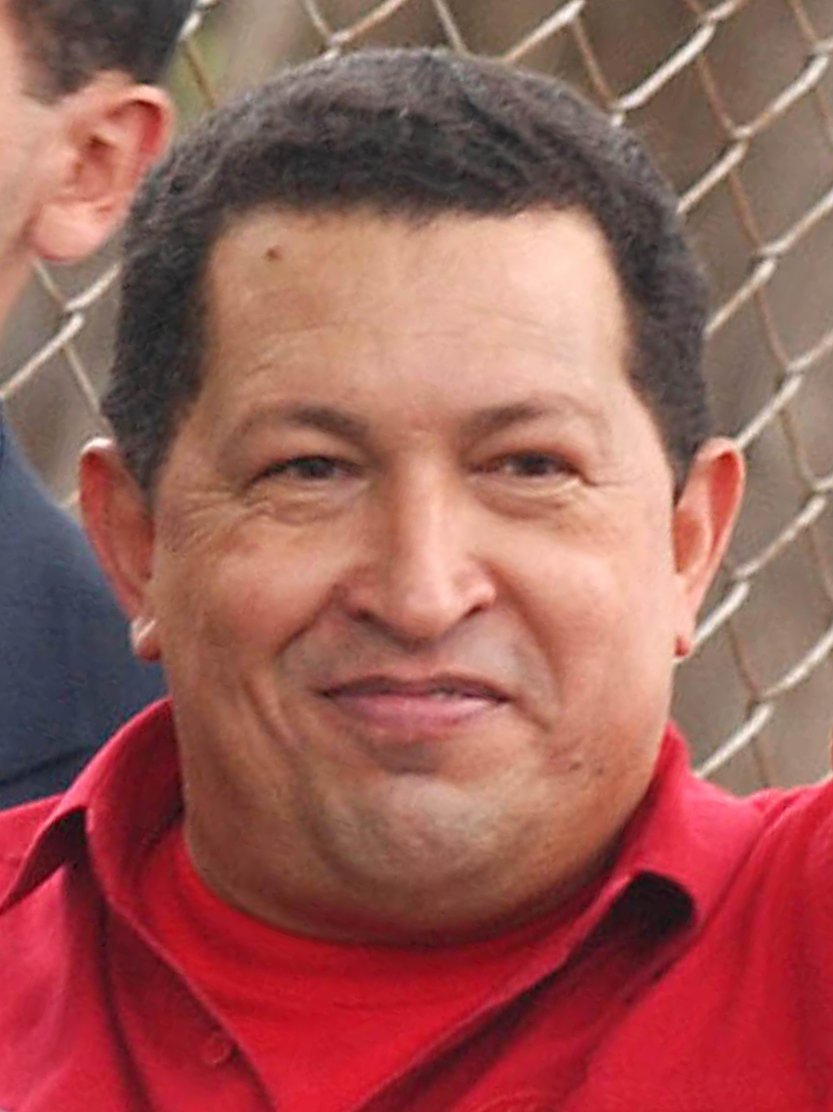
A través de spots en televisión, se comparó a Andrés Manuel López Obrador con el entonces presidente venezolano Hugo Chávez.

En el mes de abril López Obrador se adelanta como el favorito en las encuestas con el 38% de las preferencias frente el 34% de Felipe Calderón. Ese mismo mes, el Instituto Federal Electoral aprueba una campaña propagandística diseñada por el Partido Acción Nacional en la que a través de spots de radio y televisión se utiliza la frase: "López Obrador, un peligro para México". Los anuncios en televisión iban acompañados de imágenes en donde se comparaba a López Obrador con el expresidente de Venezuela, Hugo Chávez. En junio de 2006, la periodista Denisse Maerker entrevistó a Felipe Calderón en el programa Punto de partida. Al cuestionarle respecto a la campaña negativa contra López Obrador, Calderón respondió: "Ya si ganó, Denisse, como dicen en mi tierra, haiga sido, como haiga sido”.
Además de la campaña del Partido Acción Nacional, el Instituto Federal Electoral permitió la difusión de spots televisivos al Consejo Coordinador Empresarial en cuyos promocionales se decían frases como; “defendamos lo que hemos logrado, apostarle a algo distinto es retroceder”. haciendo referencia a una probable victoria del candidato López Obrador. Mediante la campaña "Ármate de valor, y vota" utilizaron la imagen de Hugo Chávez gritando la frase: "Socialismo o muerte" para después completar con la cita: En México no necesitas morir para definir tu futuro, solo vota".
El Consejo Mexicano de Hombres de Negocios también lanzó algunos spots que significaron 130 millones de pesos en mensajes de televisión con tintes políticos, en donde advertían "los riesgos a la democracia", que representaba no reconocer, en algún momento, un resultado electoral. Al respecto, analistas determinaron que al intervenir empresas particulares directamente en la campaña a favor de un candidato en especial y en contra de otro, cediendo espacios televisivos con fines políticos, se violaban las leyes electorales. Además de empresarios particulares, organizaciones registradas también influyeron en la campaña mediante spots de televisión, entre ellas destacan Sabritas, Jumex y Pepsi quienes de acuerdo al IBOPE (industria de comunicación dedicada a medir audiencias) gastaron $16,496,800 pesos ($1,499,709 USD) en propaganda indirecta en la que se utilizaron frases como "tengo las manos limpias" que fue el eslogan de campaña de Felipe Calderón, o en el caso de Jumex diseñar una campaña de publicidad subliminal en la que utilizaban transiciones de video y tipografías idénticas a las usadas en los spots de Felipe Calderón.
Víctor González Torres (dueño de las llamadas farmacias Similares, en México), en un inicio disputaba la candidatura del Partido Alternativa Socialdemócrata y Campesina, pero perdió frente a Patricia Mercado. Después de ello, decidió contender a la presidencia como candidato independiente pidiéndole al electorado que escribiera su nombre en el recuadro en blanco que apareció en la parte inferior de la boleta electoral. Sin embargo, la postura mediática de González Torres se inclinó a compararse a sí mismo con Andrés Manuel López Obrador mediante spots televisivos en los que calificaba a su adversario como populista y radical.
Todos de los spots, tanto de particulares o los emitidos en la campaña de Víctor González Torres, fueron permitidos y no penalizados por el Instituto Federal Electoral.
De acuerdo al politólogo Noam Chomsky una de las estrategias de manipulación mediática hace referencia a los medios de comunicación como creadores de emociones. En este caso se implantó el miedo y la confusión para que al sembrarse en la mente del electorado mexicano, éstos influyeran en sus decisiones de voto.

### Ruptura interna del PRI
En un inicio el Partido Revolucionario Institucional, partido más antiguo de México, buscaba postular a Arturo Montiel Rojas, exgobernador del Estado de México como candidato a la presidencia. A principios de 2006 Rojas fue señalado de posible enriquecimiento ilícito por lo que su precampaña interna se vio frenada. Roberto Madrazo Pintado ganó la elección interna en el partido, sin embargo, desde un inicio se especuló respecto a la mala relación que tenía Madrazo con algunos de los dirigentes del PRI. 
El primer antecedente de desacuerdos internos ocurrió en 2003, cuando Juan Sabines Guerrero declaró que si el PRI no le ofrecía la candidatura a la gubernatura de Chiapas, buscaría otro partido para postularse. Durante ese año Madrazo era el presidente del PRI. Al menos seis gobernadores priistas se negaron a respaldarlo en su camino a la presidencia, entre ellos Fidel Herrera de Veracruz y Natividad González de Nuevo León. El día de los comicios, la entonces dirigente del sindicato de maestros, Elba Esther Gordillo llamó al entonces gobernador de Tamaulipas, el priísta Eugenio Hernández Flores para pedirle que moviera influencias a favor de una victoria para Felipe Calderón del PAN.
Roberto Madrazo alcanzó un tercer lugar en los resultados finales.

### Intervención electoral de Vicente Fox

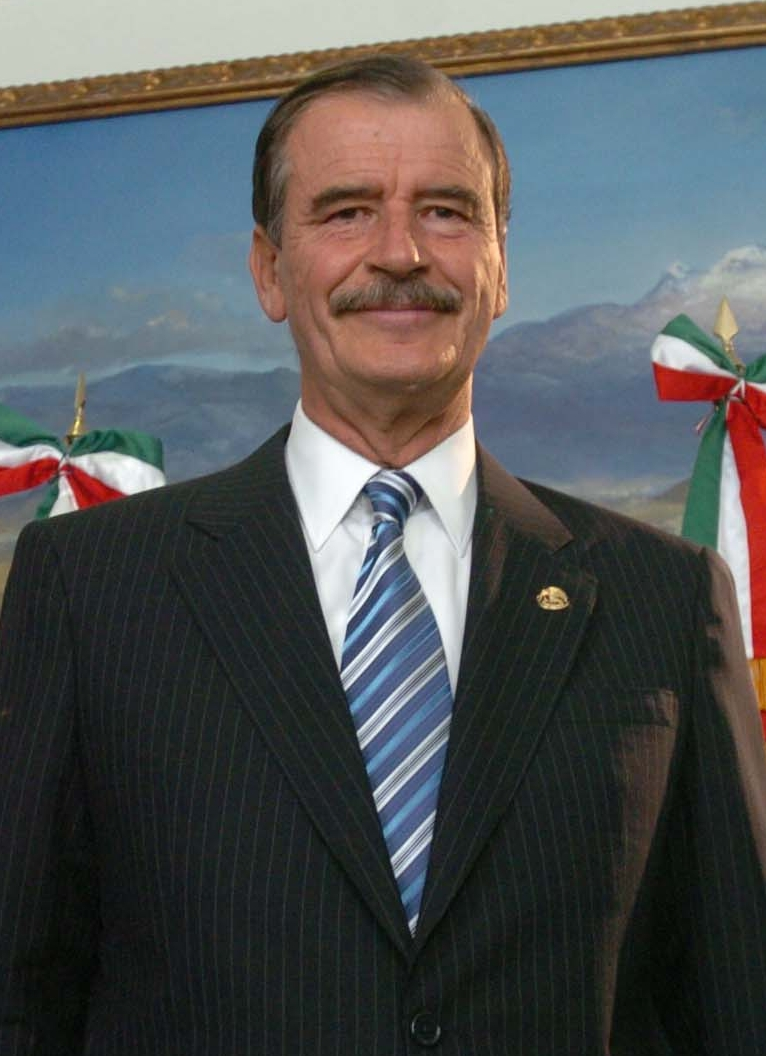
Vicente Fox expresidente de México.

El proselitismo del entonces presidente de la república Vicente Fox fue la principal crítica de la Alianza por México y la Coalición Por el Bien de Todos. Desde el inicio de su mandato, se especuló que la idea de Fox era impulsar a su esposa, Marta Sahagún, para que fuera ella la candidata del Partido Acción Nacional y así poder ser su sucesora en el ejercicio del ejecutivo. El 7 de febrero de 2015, la propia Sahagún lo confirmó y alegó: “No fui (candidata) porque no quise”. Durante primeros meses de 2006, Fox realizó 52 giras por el país, en las cuales reiteró a través de spots o en declaraciones que “no era tiempo de cambiar de caballo, sólo de jinete” (en una clara referencia a que el Partido Acción Nacional debía permanecer en el ejecutivo). Fox añadiría: “si seguimos por este camino, mañana México será mejor que ayer”. El proselitismo fue más directo cuando en un acto con simpatizantes panistas declaró: “Quien sea que aparezca en la boleta electoral, habrá de ser derrotado por el candidato de acción nacional”.  Andrés Manuel López Obrador, fue el primero en replicar al Presidente Fox para que dejara de intervenir en la campaña electoral, con una frase que pronunció durante un mitin en el estado de Oaxaca; “¡cállate chachalaca!” (comparando al presidente con el ave galliforme que es conocida por el ruido que causa).
La declaración de  López Obrador causó tal impacto mediático que el candidato tuvo que presentarle una carta al presidente en la que intentó disculparse de esa misma frase, argumentando que fue un “exabrupto”, pero ratificándole que había “trazas” de que estábamos en una elección de Estado, toda vez que se han utilizado recursos públicos muy grandes en spots publicitarios con tintes políticos.
El PRD, mediante su vocero, Gerardo Fernández Noroña denunció que Vicente Fox actuó de forma ilegal e inconstitucional, violando las normas y las leyes electorales, al negociar políticamente de manera personal con Jorge Emilio González Martínez, presidente nacional del Partido Verde Ecologista de México, para que se concretara una alianza electoral con el Partido Acción Nacional. Según la denuncia, Jorge Emilio y Santiago Creel (entonces secretario de gobernación), se reunieron varias veces con Vicente Fox, quien les aseguró que: "bajo ninguna circunstancia dejaría ganar a Andrés Manuel López Obrador, porque era un peligro para México, ni a Roberto Madrazo, porque no era un hombre confiable, por lo que apoyaría con todo a Felipe Calderón". Meses después el propio Fox confirmaría que había buscado una alianza con el Partido Verde, misma que no se concretó.
El 15 de septiembre de 2006, después de haberse conocido los resultados de la elección, Vicente Fox fue criticado consecuencia de su último grito de dolores como Presidente de las República. En México se acostumbra que el presidente en turno haga un homenaje a la Independencia de México gritando en el zócalo de la capital el nombre de los héroes reconocidos en dicho acontecimiento, para finalizar con la frase: ¡Viva México!. A éste acto se le conoce como el "grito de dolores". En pleno conflicto postelectoral, Fox decidió dar el grito de dolores en Hidalgo, con tintes políticos más que históricos, agregando en el consignas como: "viva nuestra democracia'", "vivan nuestras instituciones" y "viva la unidad de las y los mexicanos", exhortaciones nunca antes hechas por ningún otro presidente mexicano en dicha ceremonia.

## Elección presidencial
El proceso de elección se llevó a cabo el domingo 2 de julio de 2006 en la cual las 32 entidades federativas de México tuvieron derecho a ejercer el voto. A nivel federal, se eligieron los puestos de: presidente de la república, 128 senadores y 500 diputados federales. Durante esa noche, Andrés Manuel López Obrador y Felipe Calderón Hinojosa se declararon a sí mismos ganadores de la disputada elección. A las 23:00 horas (Tiempo del Centro), el Instituto Federal Electoral (IFE) irrumpió la señal de televisión y radio para comunicar a la población los resultados preliminares del proceso mediante su sistema denominado "PREP", mecanismo que permite deducir los resultados tentativos en un proceso electoral. A través del consejero presidente, Luis Carlos Ugalde, el IFE anunció que la diferencia y el margen de error entre los dos punteros era tan estrecha que resultaba imposible determinar al ganador en ese momento, recomendando a la sociedad que esperara.
Durante un lapso de cinco días, el IFE se mantuvo elaborando el dictamen hasta que el jueves 6 de julio, éste fue resuelto en favor de Felipe Calderón Hinojosa del Partido Acción Nacional. El conteo concluyó a las 15:20 horas (Tiempo del Centro) con el 35,91% de los votos para Felipe Calderón, y el 35,29% para López Obrador, con una diferencia de 0,62%, la más reducida entre punteros de la historia de las elecciones en México. López Obrador declaró que impugnaría la elección presidencial argumentando un listado de inconsistencias y violaciones a las leyes electorales. La población se encontraba polarizada y dividida en sus preferencias electorales y a partir de ese momento comenzó un clima de tensión postelectoral.

### Caso Hildebrando
El 26 de junio de 2006, a 6 días de la elección presidencial, la periodista Carmen Aristegui dio a conocer a la audiencia de su entonces noticiario "Hoy por Hoy", la página de Internet de Felipe Calderón. En ella se encontraba un apartado con el nombre de "Redes por México" en el que cualquier ciudadano mexicano podía registrarse como simpatizante del candidato. El sitio te proporcionaba un nombre de usuario y contraseña para posterior acceso. Aristegui exhibió a aquel usuario denominado "Hildebrando117" el cual pertenecía a Diego Hildebrando Zavala, cuñado de Felipe Calderón. Al ingresar a la base de datos intranet de Hildebrando, se encontraba una visión preliminar de las preferencias políticas de cada mexicano, categorizándolos como "panistas", "perredistas", "priísitas" e "indecisos". Días antes, el propio Instituto Federal Electoral había celebrado un contrato con Diego Hildebrando para desarrollar un sistema multibiométrico, a fin de “detectar registros múltiples y fraudes de identidad en el registro nacional de votantes”. Un millón 93 mil 388 votantes fueron eliminados del padrón bajo el argumento de "posible fraude de identidad".
Para la elección del 2 de julio, el IFE contrató a la compañía de Software de Hildebrando para computarizar los datos finales de la elección. El periodista Víctor Trujillo cuestionó en el noticiero En Contraste el 21 de abril de 2006: "¿Qué tan clara puede ser la presencia de un cuñado de uno de los candidatos a la presidencia de la república en la base de datos?". Por su parte el analista político Alfredo Jalife-Rahme alegó que "al Caso Hildebrando no se le había dado la dimensión que merecía y que ponía en tela de juicio el proceso electoral". El día de los comicios se presentaron situaciones de ciudadanos que habían desaparecido del padrón electoral perdiendo así su oportunidad de voto.

### Irregularidades en los resultados

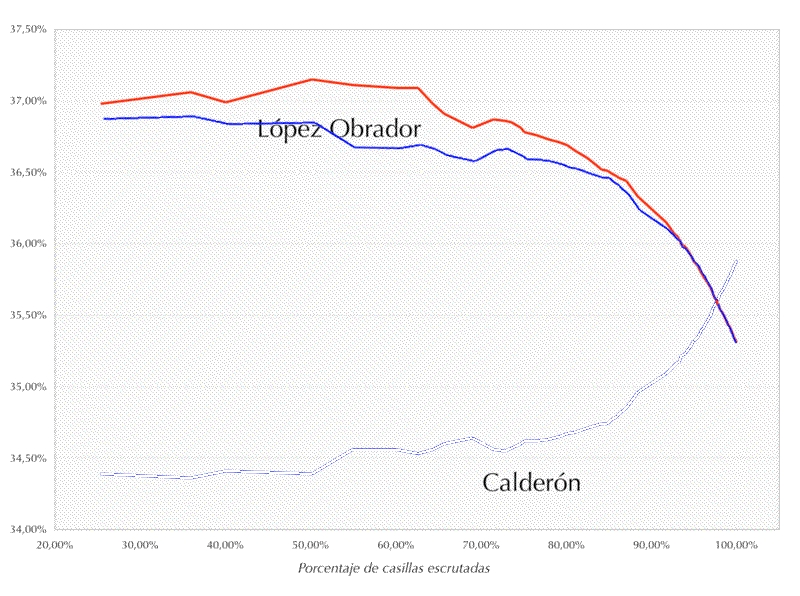
Gráficas inversas de los resultados de casillas computadas por el IFE.

De acuerdo al sistema preliminar (PREP) del Instituto Federal Electoral, al contabilizarse el 70% de las casillas computadas, López Obrador se encontraba a favor con el 36.8% de la votación frente al 34.6% de Felipe Calderón. A partir de ese porcentaje, López Obrador empezó a caer de manera prácticamente simétrica a lo que empezaba a subir Calderón.
El comportamiento atípico de la gráfica de resultados se atribuyó a dos posibles hipótesis: la primera en la que se teorizaba que las primeras actas computarizadas fueron las del centro de México, conformado por estados ganados en su mayoría por López Obrador, para luego sumarse los estados del norte en donde Felipe Calderón aventajó. En ésta hipótesis se encontraba una explicación del porqué en un inicio el PREP posicionó a López Obrador como puntero. La segunda hipótesis planteaba un fraude electoral el cual se sostenía en el hecho de que al comparar el número de boletas que estaban depositadas en las urnas contra el número de boletas que se recibieron y computaron después de la elección, ambas cifras no coincidían. Hasta el 13 de julio a las 17 horas, el Tribunal Electoral del Poder Judicial de la Federación (TEPJF) había sido notificado de un total de 359 avisos de juicios de inconformidad, de los cuales 227 fueron promovidos por la coalición Por el Bien de Todos (PRD-PT-Convergencia), 131 por el PAN y 1 por la Alianza por México (PRI-PVEM). 
Otra de las denuncias de López Obrador recayó en la supuesta falta de representantes de casilla por parte de la Coalición Por el Bien de Todos para que pudieran dar fe de una votación equitativa. En el ámbito nacional el PAN y la Coalición tuvieron representantes en 79.9 y 79.4 por ciento de las casillas, respectivamente, aunque López Obrador argumentó que su distribución no fue uniforme. El 2 de julio mientras se llevaba a cabo la elección, Prudencio Nava, representante del PRD en el Distrito 1 perteneciente al municipio de Tlacotepec en el estado de Guerrero fue asesinado por un comando armado.

### Recuento de votos
A raíz de las irregularidades suscitadas en la elección, Andrés Manuel López Obrador solicitó al Instituto Federal Electoral un segundo conteo del 100% de los votos en las casillas electorales. A la petición se sumó la presión social causada por la división de la opinión pública entre quienes coincidían en la versión de un posible fraude electoral, y entre quienes consideraban que López Obrador debía acatar el veredicto. En sesión pública el 5 de agosto, el Tribunal Electoral del Poder Judicial de la Federación rechazó la petición de la Coalición Por el Bien de Todos de realizar un nuevo escrutinio y cómputo de la totalidad de los votos. Cuatro días más tarde, el 9 de agosto, se inició el recuento parcial de votos en 11.839 casillas, el 9% del total de paquetes electorales correspondientes a la elección para Presidente de la República. El margen de ventaja entre el candidato que obtuvo el mayor número de votos y el segundo lugar había sido de apenas 250 mil votos y, luego de la anulación de algunas casillas impugnadas por la Coalición Por el Bien de Todos, este margen se redujo a 230 mil votos. Con esta diferencia de votos a favor de Felipe Calderón Hinojosa, el candidato aventajó el computo final.
El 5 de septiembre de 2006, el Tribunal Electoral de México declara válida la elección presidencial y proclama presidente legítimo a Felipe Calderón Hinojosa para el período del 1 de diciembre de 2006 al 1 de diciembre de 2012. Los magistrados del Tribunal consensuaron en que habían existido irregularidades, pero no las suficientes para anular el proceso. A su vez señalaron que el actuar del presidente Vicente Fox había puesto en riesgo la veracidad de la elección.
El 21 de febrero de 2011, después de una filtración de documentos por el sitio WikiLeaks se reveló un comunicado con fecha del 1 de septiembre de 2006 y firmado por la embajada de Estados Unidos, encabezada en ese momento por Anthony Garza. La misiva iba dirigida al gobierno de su país solicitando se diera una muestra de apoyo a Felipe Calderón para evitar que los asuntos de “mayor importancia para nosotros se estanquen”. El documento indicó que la postura del gobierno de Estados Unidos a la crisis política en México fue de no intervenir directamente y adoptar el fallo del Tribunal en México.

## Ambiente postelectoral

### Protestas y bloqueo en la capital

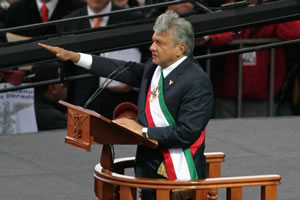
Toma de protesta como "presidente legítimo" por parte de Andrés Manuel López Obrador.

Luego del fallo definitivo del Tribunal, simpatizantes de la Coalición Por el Bien de Todos iniciaron una serie de protestas en México sucumbiendo a una petición del propio Andrés Manuel López Obrador de no acatar el resultado. Uno de los lemas utilizados fue la consigna: "voto por voto, casilla por casilla".  A través de un mitin, López Obrador declaró ante un zócalo capitalino repleto de personas: "Ese atentado a la legalidad constitucional y a la vida democrática, expuso, obliga a reasumir el ejercicio de la soberanía popular y abolir de una vez y para siempre el régimen de corrupción y privilegios que impera en el país. Por eso, aunque no les guste a mis adversarios, ¡al diablo con sus instituciones!". Por 45 días, López Obrador y seguidores instalaron un "campamento permanente", impidiendo el tránsito vehicular en su totalidad por la Avenida Paseo de la Reforma una de las principales avenidas de la Capital de México, esto con la intención de presionar a las autoridades a llevar a cabo un recuento de los votos. A pesar de que en un inicio López Obrador declaró que la idea de implantar un bloqueo en el Distrito Federal (nombre que tenía la capital mexicana en ese entonces), tenía la finalidad de manifestarse pacificamente y evitar las armas, la medida fue duramente criticada. Uno de los críticos del movimiento fue Cuauhtémoc Cárdenas Solórzano, candidato de partidos de izquierda durante tres elecciones federales consecutivas en México. Cárdenas consideró "un error las acciones de castigo a la población emprendidas por López Obrador y sus simpatizantes". Por otro lado, el entonces jefe capitalino Alejandro Encinas respaldó la manifestación y se negó a accionar en contra de López Obrador.
El 20 de noviembre de 2006, López Obrador se auto proclama "presidente legítimo" de México en un acto de toma de protesta anticonstitucional, apoyado por cientos de seguidores en la Ciudad de México. 
Durante el acto, López Obrador recitó la protesta establecida en el artículo 87° de la Constitución en la que señala que el titular del ejecutivo debe prometer hacer guardar a la misma. Ninguna institución ni gobierno extranjero validó la toma de protesta.  Oficialmente la toma de protesta constitucional estaba calendarizada para el primero de diciembre, mismo mes en el que se levantó el plantón de Avenida Reforma.

### Participación de los medios de comunicación

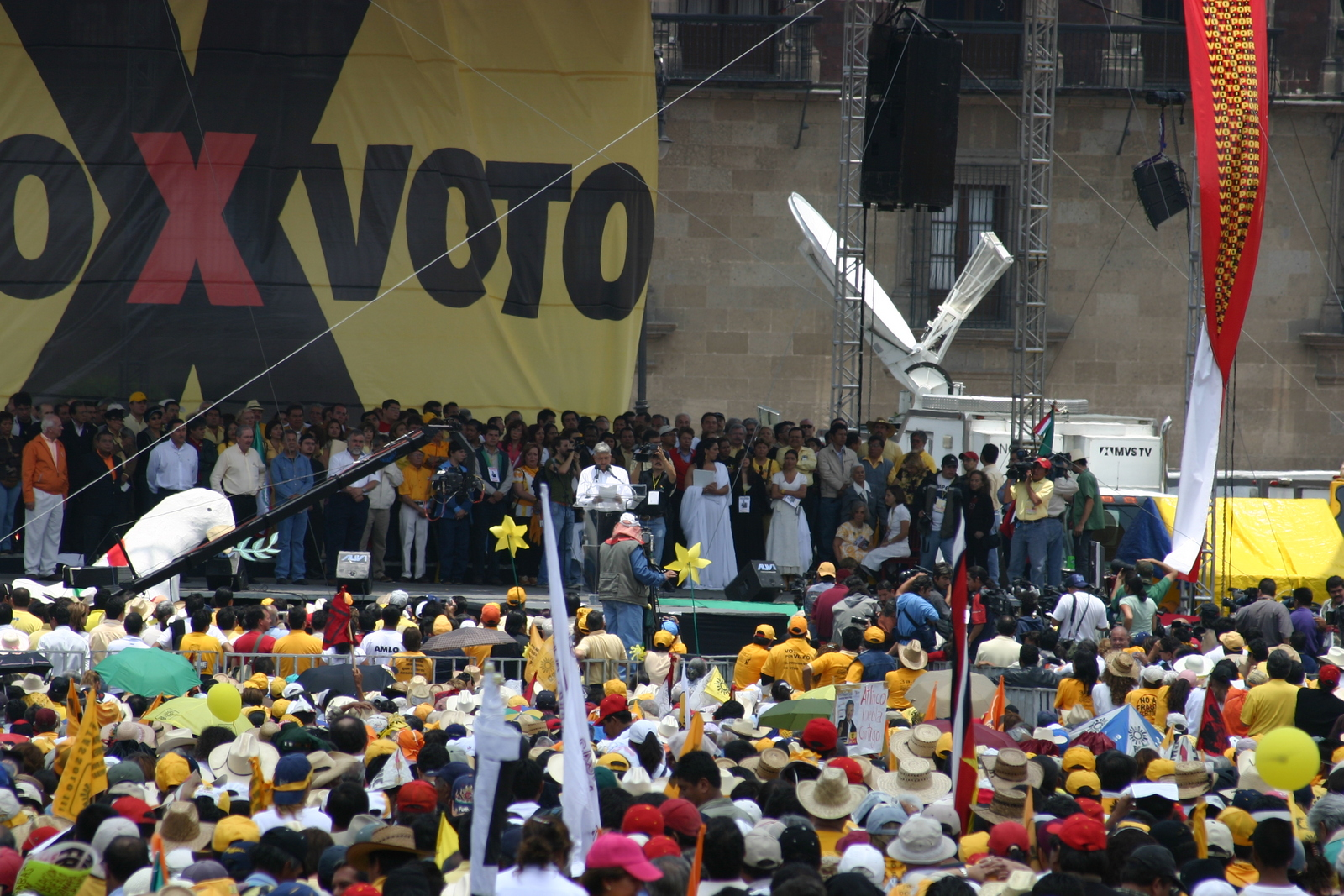
Simpatizantes de López Obrador durante manifestación.

Luego del conocimiento de los resultados de la elección, la empresa de medios de comunicación Televisa fue criticada por su postura al respecto. A través del programa de televisión El privilegio de mandar, cuya línea de entretenimiento recaía en la sátira política, el corporativo emitió un mensaje directo a López Obrador. Durante el episodio final, el personaje interpretado por el actor Carlos Espejel que retrataba al cómico mexicano Mario Moreno "Cantinflas" pronunció la siguiente línea: "¿Cómo que va a impugnar la elección? Que no dijo que la democracia se gana o se pierde por voto. Usted me cae muy bien don Andrés Manuel, pero con su actitud va a perder la credibilidad. El pueblo como nunca asistió a las casillas y ahora usted aunque no le guste, debe aceptar el resultado". El discurso del personaje rompió con el estilo de comedia y después del mismo, el programa terminó. La intervención directa de Televisa así como el retrato que hizo de los personajes en el programa fue criticado como parcial.
El 8 de septiembre, el conductor Adal Ramones conducía la emisión nocturna del programa de televisión Otro rollo, show de variedades en vivo que iniciaba con un segmento de monólogo humorístico y que era transmitido por el Canal 5 de Televisa. A unos minutos de iniciado, Ramones hizo un chiste respecto a López Obrador llamándolo "personaje cuestionador". Acto seguido un grupo de jóvenes inició a gritar desde el público la consigna: "sufragio efectivo, no imposición", coreándolo en repetidas ocasiones. La frase hacía alusión al predicamento original "sufragio efectivo, no reelección", frase pronunciada por el expresidente Francisco I. Madero durante la Revolución Mexicana. De acuerdo a la declaración posterior, alrededor de 200 personas reclamaron a través del programa en vivo. Ramones intentó improvisar el momento e incluso pidió a su orquesta que musicalizara los gritos a manera de broma, sin embargo al no ceder la gente en el público al diálogo, la producción se vio obligada a mandar a corte comercial. Al regreso, Ramones retomó el programa afuera del set de grabación y declaró: "ocurrió un incidente en el foro de Otro Rollo. Son chavos que tienen todo el derecho a expresarse, la situación es que estamos haciendo un programa de televisión para millones de personas y yo creo que en once años es la primera vez que ha pasado, y espero que la única".
Por su parte, López Obrador calificó a Televisa como una empresa que había impulsado la guerra sucia para impedir que llegara a la presidencia. De acuerdo a su declaración, dos días antes de la elección, el presidente del corporativo Emilio Azcárraga Jean y el vicepresidente Bernardo Gómez lo citaron a una reunión privada. En ella, Azcárraga le entregó un presunto decreto expropiatorio de la empresa, supuestamente de su autoría. López Obrador le negó ser el responsable de la elaboración del documento, y lo atribuyó a una fabricación por parte del Centro de Investigación y Seguridad Nacional para sembrarle miedo a Emilio Azcárraga y para que Televisa no pusiera objeción ante un fraude electoral en su contra. Durante el programa Tercer Grado, conductores de Televisa criticaron las manifestaciones y bloqueos orquestados por López Obrador, entre ellos Denise Maerker quien alegó: "(la manifestación) valdría la pena siempre y cuando esté en peligro la democracia, pero aquí la pregunta es: ¿está en riesgo la democracia?". El periodista Carlos Marín respondió: "ni siquiera si estuviera en riesgo la democracia se justifica impedir los derechos de terceros". Además de Maerker y Marín, los periodistas Joaquín López Doriga, Víctor Trujillo, Ciro Gómez Leyva, Adela Micha y Carlos Loret de Mola criticaron el bloqueo en Avenida Reforma durante el programa Tercer Grado.
De manera contraria, la empresa de medios TV Azteca, competencia directa de Televisa, mantuvo una postura más neutral, en parte debido a que el propio López Obrador había financiado a principios de 2006 una campaña a su favor mediante el programa de televisión "La otra versión", el cual fue transmitido de lunes a viernes con una duración de media hora. De acuerdo a cifras oficiales, el costo total por 115 programas fue de 18 millones de pesos.

### Toma de protesta constitucional
De acuerdo a la Constitución en México, la persona electa como presidente del país deberá rendir protesta ante el senado el día 1 de diciembre posterior a los comicios. Desde 1982 se utiliza el Palacio Legislativo de San Lázaro, ubicado en la Ciudad de México, como sede para llevar a cabo la ceremonia cívica, además de ser el lugar en donde los presidentes en turno rinden su informe de gobierno. El 1 de septiembre, el presidente Vicente Fox Quesada debía rendir su último informe de gobierno. Grupos parlamentarios del Partido de la Revolución Democrática (PRD) tomaron el pleno de San Lázaro impidiéndole dar lectura de sus actividades dentro del ejercicio del poder ejecutivo. Fox entregó su informe y visiblemente molesto declaró a los medios de comunicación: "Ante la actitud de un grupo de legisladores que hace imposible la lectura del mensaje que he preparado para esta ocasión, me retiro de éste recinto". Los mismos legisladores decidieron permanecer en el Palacio Legislativo hasta diciembre para impedir que Felipe Calderón tomará protesta. 
El 1 de diciembre, la sesión inició con un ambiente violento en el que senadores del Partido Acción Nacional (PAN) y del PRD se agredieron entre sí. Pese a que previamente se había acordado una manifestación sin agresiones físicas, finalmente éste pacto se rompió culminando en golpes y patadas entre congresistas. Militantes del PAN se dividieron para subir al pleno desde el que Calderón tomaría protesta y para resguardar el mismo. En la parte superior izquierda, el PRD colgó un cartel de amplias proporciones con la frase: "Sufragio efectivo, no imposición". 
A las 9:45 de la mañana (tiempo del centro), Felipe Calderón y Vicente Fox entraron al recinto de San Lázaro por una puerta trasera. En un ambiente de reclamos y entre pitidos de silbatos, Calderón rindió protesta como presidente electo. Entre la confusión, Vicente Fox intentó colocarle la banda presidencial a Calderón de sus propias manos, ignorando que el protocolo cívico no lo sugiere de esa manera. Finalmente fue un general del estado mayor presidencial quien auxilió a Calderón a colocarse la banda. La ceremonia no duró más de 15 minutos y después de entonar el correspondiente Himno Nacional Mexicano, Calderón abandonó el pleno en medio de abucheos de la oposición. La toma de protesta de 2006 es hasta la fecha la única ceremonia de dicho acto simbólico en México que no se llevó a cabo de manera pacífica. La toma de protesta de 2006 representó el final de la crisis política electoral del mismo año.

## Otros puntos de la crisis

### La rebelión popular de Atenco
Vicente Fox anunció el 21 de octubre de 2001 la construcción de un Nuevo Aeropuerto Internacional de la Ciudad de México en terrenos circundantes del municipio de Texcoco, la obra afectaría terrenos agrícolas de la zona, razón por la cual ejidatarios de las poblaciones de San Salvador Atenco, Tocuila, Nexquipayac, Acuexcomac, San Felipe y Santa Cruz de Abajo organizaron manifestaciones de protesta y bloqueos de vialidades para oponerse al proyecto. Esta organización daría origen al Frente de Pueblos en Defensa de la Tierra (FPDT) dando lugar a movilizaciones en la capital mexicana y otros estados del país.
El Frente inicio una batalla legal contra este proyecto que fue asistida por el destacado jurista Ignacio Burgoa. Las movilizaciones seguirían desde entonces e incluso se registrarían enfrentamientos violentos luego de que la policía estatal del Estado de México emprendiera operativos represivos en donde incluso ocurrirían pérdidas de vidas humanas debido al uso excesivo de la fuerza.
El 2 de agosto de 2002 el gobierno de Fox dio marcha atrás al NAICM ante la resistencia de los campesinos, los litigios emprendidos, las informaciones que cuestionaban la viabilidad del proyecto y las acusaciones de corrupción que comenzaban alrededor del mismo.
El 2 de mayo de 2006 un operativo policiaco del gobierno estatal y el municipal de Texcoco retiraron a la fuerza a un grupo de vendedores de flores en la cabecera del municipio, pese a contar con los permisos para llevar a cabo el comercio. El desalojo violento fue detenido parcialmente, pero la presencia policial contra los vendedores continuaría.
El 3 de mayo un nuevo operativo policial terminó en batalla campal entre vecinos de Texcoco, de Atenco, integrantes del Frente y policías. La autopista Texcoco Lechería fue bloqueada y fueron transmitidas en televisión imágenes de las escenas de violencia y agresiones entre la policía y los manifestantes. El gobernador del Estado, Enrique Peña Nieto, pidió la intervención de autoridades federales, poniéndose en marcha el plan para una operación más. El 4 de mayo a las seis de la mañana 1,815 elementos de la policía del estado y 700 de la Policía Federal Preventiva arribaron a la localidad de San Salvador Atenco, la extrema violencia con que actuó la autoridad conllevaría a la destrucción del teatro de la población y desataría masivas violaciones a los derechos humanos, entre ellas: detenciones arbitrarias, trato cruel o inhumano, allanamiento de morada, incomunicación, tortura, violaciones a los derechos de los menores y a la seguridad jurídica, así como la comisión de violaciones, abusos y vejaciones sexuales en contra de al menos cuatro decenas de mujeres.

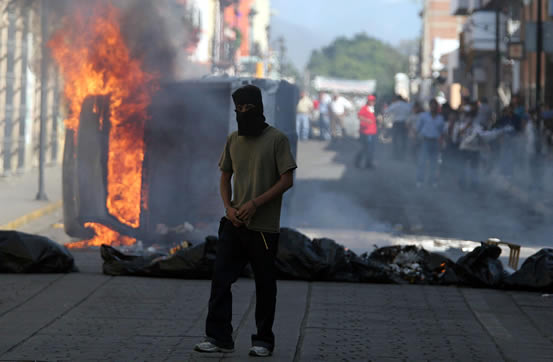

La Suprema Corte de Justicia de la Nación, la CNDH y Amnistía internacional acreditaron que al menos una persona más perdió la vida, un menor de edad, y se produjeron todas estas violencias en contra de al menos 200 personas. La autoridad reportó al concluir el operativo 290 detenidos.
Iniciaría entonces una campaña de solidaridad a través de diversas expresiones para con las víctimas de Atenco, así como la demanda de liberación de todos los presos. La Corte Interamericana de Derechos Humanos, en 2008, emitió una condena en contra del Estado mexicano al reconocer la existencia de estas violaciones masivas a los derechos humanos.

### Oaxaca y la resistencia magisterial
En mayo de 2006 la sección 22 del SNTE, correspondiente al estado de Oaxaca, inicio una huelga con la petición a las autoridades del estado de dar atención a las escuelas oaxaqueñas, lograr un acuerdo educativo y dar mantenimiento a las zonas rurales del estado. Con tal razón se instaló un plantón en la capital del estado, con aproximadamente 80 mil maestros. En junio el gobierno estatal encabezado por Ulises Ruiz, realiza un desalojo violento de los manifestantes, lo que genera un punto de quiebre en el movimiento magisterial, que pasa a exigir la renuncia del gobernador. Diversas organizaciones sociales y corrientes inconformes con el gobierno local y el federal se unen para constituir la Asamblea Popular de los Pueblos de Oaxaca (APPO), a partir de entonces los choques violentos con las fuerzas de control social se volverían frecuente, creando un ambiente de tensión sin precedentes en la entidad.

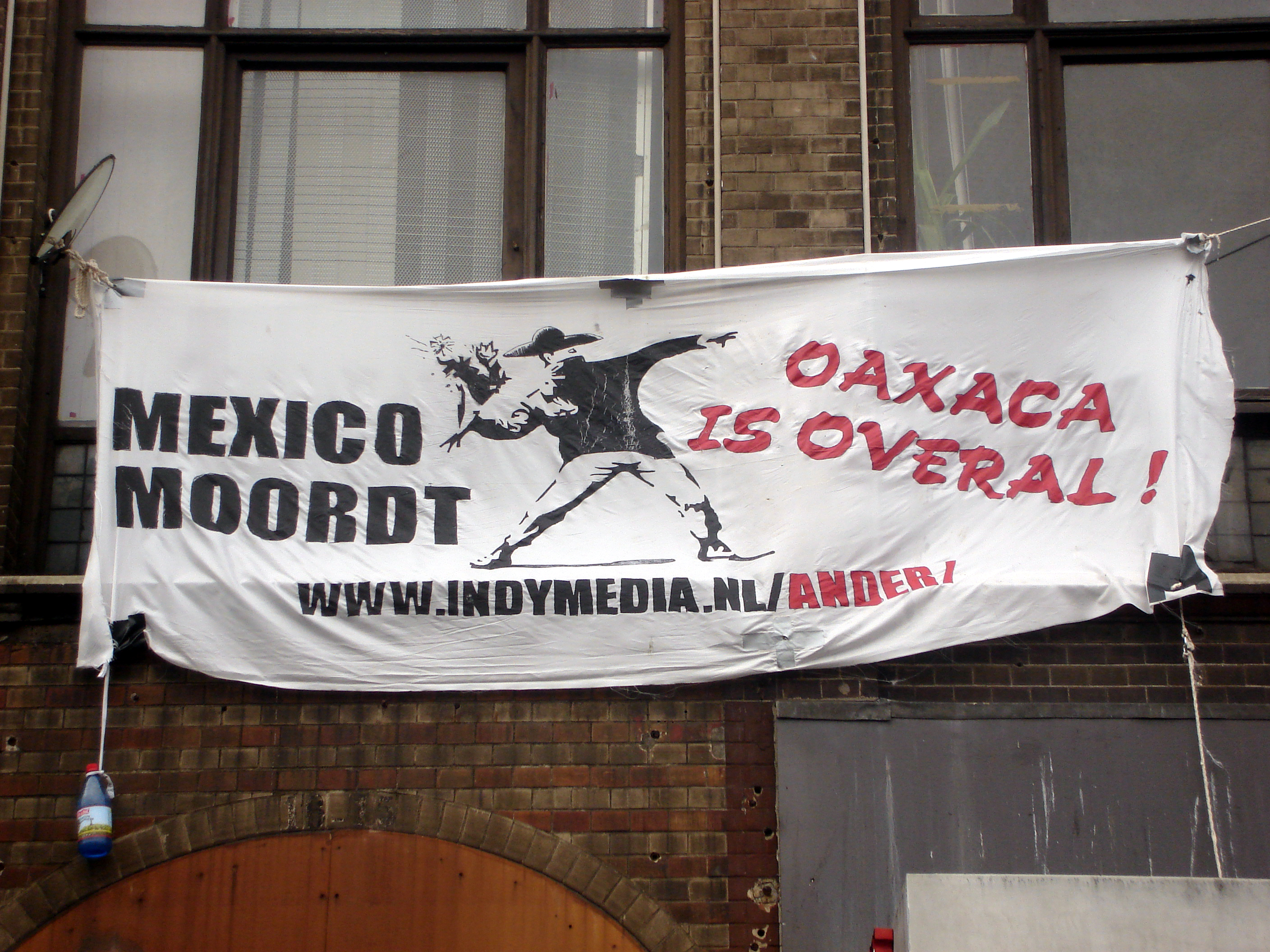
Solidaridad con la APPO desde Ámsterdam.

Simpatizantes de la APPO y líderes sociales son asesinados en distintos puntos de Oaxaca, especialmente en la región Mixteca. En octubre de 2006 se registraron movimientos de los cuerpos militares en la Sierra de Juárez. En un enfrentamiento entre integrantes de la APPO y policías locales y federales resultó muerto el periodista estadounidense Brad Will del Centro de Medios Independientes. En esta espiral de violencia ascendente, Vicente Fox decide también omitir el diálogo e intervenir con el uso de la fuerza en Oaxaca: El 28 de octubre la policía federal preventiva entra en la capital del estado con tanquetas antimotines para aplastar las barricadas, así como con la utilización de gases lacrimógenos, chorros de agua y disparos de armas de fuego.
La Comisión Nacional de los Derechos Humanos reportó un saldo de dos muertos y varias decenas de heridos, hechos que fueron negados por Carlos Abascal. En noviembre la arquidiócesis de Oaxaca le exige a Fox que cese la represión contra las poblaciones del estado con presencia de la APPO, con la denuncia de detenciones arbitrarias, asesinatos políticos, y desapariciones forzadas. En este mismo mes continuaron las movilizaciones de la APPO para exigir la liberación de decenas de presos políticos.
Ocurre una nueva fase de movilizaciones que contempla la toma de ayuntamientos y bloqueos de carreteras. Ulises Ruiz permanece en el cargo, a la vez que se emprenden varios juicios sobre violaciones a los derechos humanos, abusos de autoridad, quebranto de la ley y arbitrariedades de las fuerzas federales y locales que llegan hasta el pleno de la SCJN, de donde emana una resolución en donde se determina la responsabilidad de diversas autoridades federales y estatales en las vulneraciones graves a las garantías individuales y el rompimiento del estado de derecho.

### Corrupción en familia de Marta Sahagún
Como resultado de las investigaciones por parte de la periodista Olga Wornat, la Cámara de Diputados emprendió pesquisas sobre las actividades de los hermanos Bribiesca Sahagún, hijos de la entonces primera dama y esposa del presidente Vicente Fox, Marta Sahagún.
El 27 de enero de 2006, la Cámara de Diputados concluyó que "sí hubo tráfico de influencias de los Bribiesca", pero que no habría denuncias penales. Sofía Castro, diputada del PRI, refirió que la Comisión detectó entre otras cosas que las empresas de los Bribiesca obtuvieron contratos "de manera discrecional" por parte de organismos descentralizados en materia de vivienda, además de que incrementaron su capital considerablemente desde que Vicente Fox asumió el ejecutivo. El diputado del partido Convergencia e integrante de la Comisión, Jesús González Schmal, dijo que el mandatario tiene la obligación constitucional de presentar el caso ante las autoridades correspondientes, pues de lo contrario violaría la ley. Además, los  legisladores federales denunciaron la participación de Marta Sahagún en la sociedad constitutiva de la empresa Poliductos Tamayo SA de CV, con capital de 14 millones 800 mil pesos a valor actual, pese a que la pareja presidencial había desmentido tal situación. La relación entre el presidente Fox y congresistas de la oposición habría empeorada a raíz de ello.

## Impacto histórico

### Guerra contra el narcotráfico

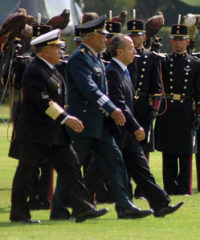
A diez días de la toma de protesta presidencial, Felipe Calderón declaró una guerra contra el narcotráfico en México.

El 11 de diciembre de 2006, el presidente Felipe Calderón Hinojosa anunció el comienzo de una guerra contra el crimen organizado en México, misma que después sería renombrada popularmente como "la Guerra contra el narcotráfico. A través de las fuerzas armadas mexicanas, como Ejército, la Marina y la Policía Federal, la guerra comenzó con la finalidad de erradicar las células criminales y narcomenudistas, sin embargo fue ampliamente cuestionada por la opinión pública. La principal crítica estaba orientada hacia las violaciones de derechos humanos en contra de civiles por parte de la administración burocrática y las propias fuerzas armadas. Otro de los cuestionamientos hizo alusión al origen del combate. 
Algunos analistas consideraron que la guerra contra el narcotráfico había surgido como consecuencia de la crisis política de 2006 y de la sensación de ilegitimidad con la que Calderón había llegado a la presidencia. José Reveles, columnista del periódico El Financiero alegó: "(Felipe Calderón) Por el aire de ilegitimidad que traía tras las elecciones, se arropó en el ejército como diciendo yo si voy a mandar".  Por su parte, el periodista Federico Arreola escribió en 2017: "En mi opinión, la causa de causa de la violencia actual en nuestro país es el fraude electoral de 2006. Felipe Calderón cuando inició su gobierno sabía que no tenía legitimidad. La mitad de la población estaba convencida de que él se había robado la elección y millones de ciudadanos consideraban a Andrés Manuel López Obrador como el único presidente legítimo. Entonces, para obtener la legitimidad que no le dieron las urnas, Calderón decidió desde el arranque de su administración declarar, a tontas y a locas, una abierta guerra a las mafias del narcotráfico. Una guerra, en efecto, con las fuerzas armadas del Estado mexicano como combatientes, esto es, actuando en lugar de la policía, con las terribles consecuencias que desde ese momento hemos sufrido los mexicanos".
En 2009, se publica el libro El narco: la guerra fallida escrito por Rubén Aguilar Valenzuela, quien trabajó como consultor en el gobierno de Vicente Fox. De acuerdo a Valenzuela, la principal razón de Calderón para iniciar la cruzada fue meramente política, para lograr la legitimación perdida en las urnas y los plantones.